# ТРЦ DREAM
Dream — торгово-розважальний комплекс на Оболонському проспекті в Києві, що складається з двох будівель протяжністю 500 м кожна. та має площу 167 тис. м2. Будівлі розділено Мінською площею на 500 метрів. Технічні та складські площі займають 23 443 м2, ще 89854 м2 здається у оренду. Площа земельної ділянки сягає 7 гектарів.

## Опис
Комплекс має два блоки. У проєкті було передбачено два багаторівневі наземні паркінги на 3 433 місць, проте було організовано лише паркувальні майданчики з півночі та півдня і вздовж Оболонського проспекту.
Відкриття першої черги, блоку «А», відбулося 22 жовтня 2009 року. Він розташований між станціями метро «Оболонь» та «Мінська», цей блок отримав назву Dream Town 1 і адресу просп. Оболонський, 16. Він складався з трьох поверхів. На перших двох рівнях були: продуктовий супермаркет, заклади сфери послуг (салони краси, хімчистка, відділення банку), магазини одягу, взуття та аксесуарів. На третьому рівні розташовувалися розважальні майданчики: ковзанка, ролеродром, керлінг, боулінг, поле для гольфу, дитячий розважальний центр, кінотеатр, фуд-корт, ресторани та кафе. По всіх рівнях блоку розташовувалися невеликі бари та паби. Пізніше адреса першої частини змінилася на просп. Оболонський, 1Б, а з 22 вересня 2022 року назву блоку було змінено на Dream yellow.
На першому та другому поверхах DREAM yellow розташовані магазини одягу та взуття Inditex та LPP і спортивні магазини, квартал ювелірних виробів, крамниці мобільних аксесуарів та магазини побутової техніки Moyo і електроніки Цитрус, продуктовий супермаркет Сільпо. На третьому поверсі розташовані розважальний комплекс Happy Kid's Park та ковзанка, кінотеатр, кафе та ресторани, книжкові магазини, салони краси, тату та пірсингу. Інтер'єр атріумів присвячено Парижу, Греції, Голівуду, Китаю та Бразилії.
Відкриття другої черги, блоку «Б», відбулося у 2011 році. Він розташований між станціями метро «Мінська» та «Героїв Дніпра» і був збудований другим. Цей блок отримав назву Dream Town 2 і адресу просп. Оболонський, 21Б, а з 22 вересня 2022 року назву блоку було змінено на Dream Berry. На першому поверсі розташовані магазини електроніки і побутової техніки Фокстрот та Comfy, магазини товарів для дому, меблів та посуду Jysk, Галереї Деко та English Home, магазин зоотоварів та супермаркет Сільпо. На другому поверсі — дитячий розважальний комплекс Fly Park, крамниці дитячого одягу та магазин молодіжного одягу та взуття. На третьому поверсі знаходиться Sport Life, Школа Шахів, студія Серебрянських, танцювальні студії, скеледром, магазини взуття та одягу, спортивні магазини Puma, Athletics та Intersport.
4 травня 2025 року російський БПЛА влучив у атріум «Англія» у Dream Berry, також постраждали прилеглі будівлі та цивільне населення.

## Історія

### Передісторія
Після відкриття Оболонсько-Червоноармійської лінії метро широка зелена зона центром проспекту Олександра Корнійчука понад два десятиліття нагадувала пустир. Її не спробували оформити ні під зелену зону, ні під бульвар: перегінні тунелі між станціями метро там займають незначну частину ширини площі між проїжджими частинами проспекту та залягають на достатній глибині, щоб облаштувати землі.
Перш ніж розпочалося будівництво торгового комплексу тунелі метро були додатково укріплені силами «Київметробуду».

### Будівництво
Будівництво ТРЦ Dream Town було розпочато ним у 2006 році. Інвесторами проєкту виступили Олександр Меламуд і Гарік Корогодський. 2009 року вони домовилися з російським Альфа-Банком про надання нового кредиту, оскільки не змогли виконати зобов'язання щодо фінансування проєкту, поки їх активи перебувають під заставою в Ощадбанку, і попросили Ісака надати власну нерухомість на $51 млн як забезпечення кредиту в Ощадбанку. При цьому вони пообіцяли, що свої активи заведуть у Альфа-Банк, отримавши там додатковий фінансовий ресурс. І таким чином разом, в загальних інтересах будівництво буде завершено. Ісак заявляє що погодився і підписав поруку своїми активами на $51 млн в частині виконання цієї кредитної лінії в Ощадбанку. Під час будівництва сторони звинувачували одна одну в невиконанні зобов'язань, йшли суди за право власності.
Перегінні тунелі між станціями побудовані впритул, тому фундамент ТРЦ над тунелями споруджений у вигляді літери «П», а самі несучі панелі зведені за 6 метрів від тунелів метро. Укріплення основи будівлі обійшлося забудовникам у $10 мільйонів.
Першу чергу було введено в експлуатацію 2009 року, відкриття першої частини відбулося 22 жовтня. Тоді ж компанія «Віта Верітас» повідомила про плани будівництва другої черги — блоку на 80 тис. м2 із аквапарком площею у 24 тис. м2. Того ж року Київська адміністрація видала розпорядження «Про капітальний ремонт Оболонського проспекту», призначивши головним проектувальником та інвестором компанію «Віта Верітас», яка і є головним інвестором «Міста мрії». Таким чином, «капітальний ремонт» проспекту вилився у грандіозний аквапарк на чотири тисячі відвідувачів. Його розмістили на третьому поверсі другої частини, ваги конструкції додає два поверхи магазинів із товарами для дітей та дому. Другу чергу було введено в експлуатацію в липні 2011 року.
За словами Корогодського, будівництво коштувало $200-250 млн, з яких лише 30 % власних коштів, інші взяті в кредит в Ощадбанку. Київміськбуд виступив підрядником будівництва, а його власник, Валентин Ісак, якийсь час був партнером будівництва, і він був забудовником цього проєкту та контролював підрядника, та після того як він, як заявляє Корогодський, заднім числом підробив рішення судів про право на Блок Б Dream Town, було подано позов.

### Реконцепція
У 2019 році розпочалася реконцепція бізнесу, в рамках якої відбувся ребрендинг на DREAM. Інвестиції склали $12 млн. У ході реконцепції компанія почала кардинальну зміну другої частини ТРЦ, яка спочатку позиціонувалася як торговий майданчик товарів для дому та для дітей. У цій частині був невеликий потік покупців, оскільки на першому поверсі працювали в основному меблеві магазини, на другому — дитячі, а на третьому був аквапарк. Слово «Town» було вилучене, а частини комплексу пофарбували у жовтий та фіолетовий кольори. Частини ТРЦ перейменували на Dream Yellow і Dream Berry. Було повністю замінено верхнє освітлення і підсвічування першого поверху, додано елементи підсвічування на другий, з якими кольори добре видно в темну пору доби. Також було встановлено візуальні світлові вивіски на кожен вхід. Також власники змінили склад орендарів другої частини. Замість маленького несистемного бізнесу прийшов великий ритейл категорії «середній мінус» і спортивні аутлети. На додачу, відкрито школи й розважальні центри для дітей: танцювальні студії, шахова школа, творчу школу, футбольну секцію, балетну студію. Якірним орендарем став польський продавець одягу й товарів для дому Sinsay. Бренди, які відповідають концепції «середній мінус» із першого Dream, були переміщені до другого. Після перенесення фудкорту в другу частину, у першому залишилися лише ресторани з посадкою і офіціантами, а також кав'ярні та заклади швидкого харчування McDonald's і «Пузата хата».

## Нотатки
1. ↑  Станом на 2019 рік в оренду було здано 95000 м2 загальної площі обох частин[3]. Станом на 2011 рік орендна площа блоку А складала 40000 м2[4].
2. ↑  В 2019 році також повідомлялося про 162000 м2 загальної площі[3]. Окрема площа кожної будівлі складає 80000 м2[4].
3. ↑  Орендна ставка у Dream Town станом на 2010 рік складала $60–100 за м2 на місяць для магазинів одягу та $40–60 — для кафе та ресторанів[11].